# Anton Lukesch
Anton Lukesch (* 29. Dezember 1912 in Graz; † 5. Juni 2003 in Lima in Peru) war ein österreichischer Theologe und ebenso wie sein Bruder Karl Lukesch Missionar und Südamerikaforscher. 

## Leben
Anton Lukesch studierte Jus und Theologie an der Universität Graz. 1948 wurde er zum Priester geweiht. Danach war er als Kaplan in mehreren steirischen Orten tätig. Er trat dann in den Orden der Missionare vom Kostbaren Blut in Salzburg ein.  1952 brach er zu seinem ersten Missionseinsatz nach Brasilien auf. Zwischen 1959 und 1965 war er steirischer Caritasdirektor, ging aber bald wieder nach Südamerika. Er wurde schließlich Professor für Missionswissenschaft und Völkerkunde an den Universitäten Graz und Wien, betrieb aber zwischendurch immer Forschungen im Amazonasgebiet. 
15 Jahre lang lebte er ausschließlich als Missionar unter den Indianern am brasilianischen Rio Xingu und entdeckte zusammen mit seinem Bruder Karl Lukesch den Stamm der Asurini do Xingu, die bis dahin völlig isoliert gelebt hatten. 1985 zog er sich als Pensionist endgültig nach Südamerika zurück, um sich den verarmten Indigenen in den Anden zu widmen. Während seiner Jahre in Südamerika hatte er gemeinsam mit seinem Bruder eine Sammlung an Kulturobjekten (Keramiken, Werkzeuge, Waffen, Schmuck) zusammengetragen.
Diese Sammlung wurde 1982 vom Land Steiermark erworben und teilweise auch ausgestellt. Das Geld aus dem Verkauf wurde für den Aufbau einer Krankenstation in Südamerika verwendet. Die Sammlung von Anton Lukesch und dessen Bruder Karl wurde auch als Indianermuseum in das Stadtmuseum Köflach integriert. Mitte März 2020 wurde die Sammlung an Vertreter Brasiliens geschenkt. Anlass der Schenkung war, dass das Nationalmuseum in Rio de Janeiro 2019 einem Brand zum Opfer gefallen war, es erhielt damit einige neue Exponate. An die Schenkung war die Bedingung geknüpft, dass die ursprünglichen Besitzer am Rio Xingu über die Schenkung informiert wurden.

## Ehrungen
- Ehrendoktorat (Dr. phil. h. c.) der Universität Wien am 13. November 1991[5]

## Publikationen
- 1963: Religionsbuch der Kayapó-Indianer: ein Beitrag zur Akkommodation und Akkulturation bei Naturvölkern. St. Gabriel-Verlag: Mödling.
- 1972: Josef Haekel, Anton Lukesch: Einführung in die Ethnologie Südamerikas. Institut für Völkerkunde der Universität Wien: Engelbert Stiglmayr Verlag.
- 1976: Bearded indians of the tropical forest. The Asurini of the Ipiacaba: notes and observations on the first contact and living together. Akademische Druck- und Verlagsanstalt: Graz. ISBN 3201009687.
- 1980: Spannungsfeld Südamerika. Verlag Styria: Graz. ISBN 3222112606.
- 1990: Schamanen am Rio Xingu: Neuentdeckte Indianerstamme im brasilianischen Urwald. Graz: Verlag Böhlau. ISBN 3205052889.
- 1994: Der Tapir, der an der Himmelsstütze nagt. Mythos und Leben der Kayapo-Indianer. Graz: Verlag Böhlau. ISBN 3-205-98160-X.
- 1994: Der Missionar und die Kulturen. Internationale katholische Zeitschrift Communio, Heft 6, S. 556–576.